# Noch haben wir die Wahl
Noch haben wir die Wahl ist ein 2021 erschienenes Sachbuch der deutschen Klimaaktivistin und Mitorganisatorin der Fridays-for-Future-Bewegung, Luisa Neubauer, und des Journalisten und stellvertretenden Chefredakteurs der Wochenzeitung Die Zeit, Bernd Ulrich, das die Klimakrise als Generationenkonflikt thematisiert.

## Inhalt
Das Buch besteht aus 17 Klärungsdialogen zu unterschiedlichen Themen zwischen dem Boomer Bernd Ulrich und Luisa Neubauer als Vertreterin der Generation Z und der Millennials und verbindet politische Themen wie die Corona-Pandemie – die für beide Autoren auch ein Brennglas dessen ist, was marode ist –, die Bundestagswahl 2021 und das Ende der Merkel-Ära mit den Themen Klimakrise, deutsche Klimapolitik, Überlegungen zur menschlichen Natur, zum Freiheitsbegriff, zur Ökologie und zum Generationenkonflikt. Das Buch geht dabei auf verschiedene Themenbereiche wie Wirtschaft, Verkehr, Ernährung, Wissenschaft, Journalismus und Politik ein.
Stellvertretend für Boomer und Generation Z diskutieren beide aus altersmäßig unterschiedlichen Blickwinkeln miteinander, liefern Argumente, haben je eine andere Sicht auf die Klimakrise, das Artensterben, den erstarkenden Populismus und die Freiheit der Späterlebenden, arbeiten aber auch Gemeinsamkeiten heraus. Beide haben die Überzeugung, dass Veränderung sowohl dringend nötig als auch machbar ist.
Die Boomergeneration wird von Neubauer beschuldigt, zu viele Ressourcen verschwendet zu haben und so für die Klimakrise verantwortlich zu sein. Trotzdem erkenne sie die Klimakrise nicht als ihr Problem an. Ulrich kontert: „Manchmal wäre es allerdings auch schön, man würde nicht ständig das Gefühl vermittelt bekommen, ihr wärt moralischere Menschen, nur weil ihr noch nicht so viel Zeit wie wir hattet zu sündigen.“ Andererseits betonen Ulrich und Neubauer, dass ein Engagement in der Klimabewegung nicht gleichzusetzen sei mit der Ablehnung technischen Fortschritts.
Das Buch erläutert, warum die Klimakrise basierend auf Klimaungerechtigkeit auch notwendigerweise Rassismus und Unterdrückung einschließt. Die Klimaentwicklung lasse sich nicht trennen von Rassismus, Patriarchat, Kolonialismus und Kapitalismus.
Es werden Überlegungen angestellt hinsichtlich des alten und verengten Freiheitsbegriffs. Freiheit könne nicht gleichbedeutend sein mit Gewohnheitsrechten oder Konsumfreiheit. Sie umfasse keineswegs das Recht auf das tägliche Stück Fleisch, das Auto oder den Billigflug nach Mallorca, denn hier verwechsele man „Freiheit mit Gewohnheit, Gewohnheit mit Anspruch, Anspruch mit Recht“. Fridays for Future kämpfe daher nicht für die Konsumfreiheit, sondern für die „ultimative Freiheit“ aller heutigen und zukünftigen Generationen überall auf der Erde.
Die Autoren weisen auf Herausforderungen hin und sprechen von einer „dreifachen ökologischen Krise“: Pandemien, Artensterben und Erderhitzung. Das Buch analysiert die Faktoren, die zur Klimakrise geführt haben, und erläutert durchsetzbare Lösungsvorschläge. Um die Klimakrise zu bekämpfen und das 1,5-Grad-Ziel noch zu erreichen, gäbe es keine einfache Lösung, die nur auf Technik beruhe, sondern es müssten elementare Bereiche der Gesellschaft neu gedacht werden und es brauche strukturelle politische Veränderungen: „Und dieses Land wird keinen Schritt weiterkommen, wenn nicht große Schritte dabei sind. Politik kann nicht so klein sein wie bisher, sondern muss so groß sein wie die Probleme, die sie verursacht und nun zu lösen hat, jedenfalls ungefähr.“
Dazu zählen z. B. ein erheblicher weltweiter Ausbau erneuerbarer Energien, landesweite Schienennetze, großflächiger Naturschutz, ein landwirtschaftliches Förderprogramm hin zu einer echten Agrarrevolution, regenerative Landwirtschaft weltweit, die Grundsanierung des Gesundheitssystems, ein Bündnis für saubere und leise Städte und ein Fokus auf die Etablierung neuer, nachhaltiger Arbeitsplätze. „Denn nur, wenn wir jetzt zusammenkommen und die richtigen Entscheidungen treffen, haben wir auch in Zukunft noch eine Wahl“. Allerdings: Die Gesellschaft stehe dabei unter einem „ökologischen Zeitdruck“.
Diskutiert wird zudem die Rolle der Medien und jedes Einzelnen, die Rolle der zurzeit noch in einer fossilen Welt hängen gebliebenen Geopolitik, der Einfluss der Konzerne und der Wissenschaft.

## Rezeption
Laut Laura Harff handelt es sich um Gespräche „zweier Menschen mit sehr unterschiedlichen biografischen Hintergründen, die auf verschiedenen Wegen zum gleichen Thema gekommen sind. Hier will niemand den jeweils anderen von der eigenen Meinung überzeugen, auch wenn Neubauer und Ulrich in Sachen Medien, Schuld der Boomer und Selbstgefälligkeit der Generation Z nicht immer die gleiche Ansicht teilen.“ Aus Sicht der Rezensentin verdienen vor allem die Überlegungen Ulrichs und Neubauers zum „alten und verengten Freiheitsbegriff“ besondere Aufmerksamkeit. Freiheit sei nicht gleichbedeutend mit Gewohnheitsrechten oder Konsumfreiheit und umfasse keineswegs das Recht „auf das tägliche Stück Fleisch auf dem Teller, den Flitzer in der Garage oder den 30-Euro-Flug nach Mallorca.“
Auch Antje Tomfohrde betont: „Dass es ein Gespräch auf Augenhöhe ist, ist einer der vielen positiven Aspekte dieses Buchs. Es wird nicht künstlich versucht, wie es mittlerweile ja schon fast Standard in den Talkshows im Fernsehen ist, auf Konfrontation zu gehen. „Noch haben wir die Wahl“ ist kein Buch des Streits oder unüberbrückbarer Differenzen. Es sind zwei Menschen, die sich sehr intensiv mit dem, was sie machen, beschäftigen und deshalb klug ausgewählt für solch ein Buch. Denn so wird sich auf das Thema und nicht das Streiten konzentriert.“
Nach Katrin Baab arbeitet das Buch nicht „mit erhobenem Zeigefinger“, sondern sei „vor allem informativ“ und „regt zum Nachdenken an.“
Hannah Deininger konstatiert: „Am liebsten möchte ich jeder:m dieses Buch (natürlich gedruckt auf Recyclingpapier) in die Hand drücken und sagen: bitte lies es! Denn noch haben wir die Wahl. Wie auch im Gespräch der beiden deutlich wird: nur ein Wissen über die Konsequenzen des eigenen und gesamtgesellschaftlichen Handelns kann das nötige Umdenken anstoßen. Ich hoffe sehr, dass wir in 30 Jahren nicht zurückblicken und sagen müssen: Wir haben immer wieder davon gelesen aber es einfach nicht geglaubt.“

## Ausgaben
- Luisa Neubauer, Bernd Ulrich: Noch haben wir die Wahl. Ein Gespräch über Freiheit, Ökologie und den Konflikt der Generationen. Tropen Verlag, Stuttgart 2021, ISBN 978-3-608-50520-7.